# Liste der Wappen im Landkreis Görlitz
Diese Liste zeigt die Wappen der Gemeinden im Landkreis Görlitz in Sachsen. Wiederkehrend sind die im Wappen der Stadt Bautzen, zugleich Wappen der Oberlausitz, befindliche Zinnenmauer sowie die Farben Blau und Gelb.

Wappen des Landkreises Görlitz
Flagge des Landkreises Görlitz
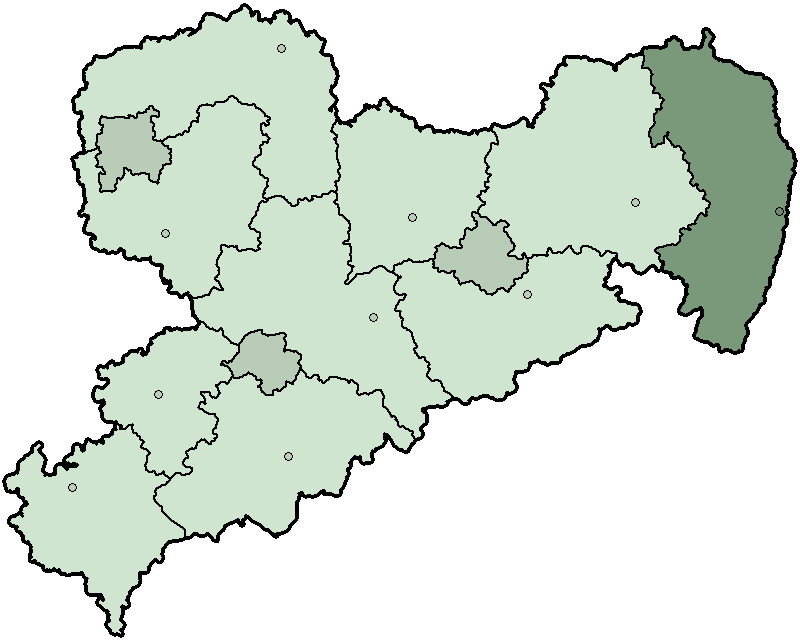
Lage des Landkreises Görlitz in Sachsen
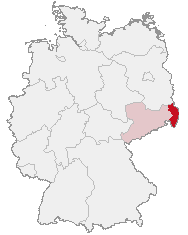
Lage des Landkreises Görlitz in Deutschland

## Wappen der Städte und Gemeinden
Folgende Gemeinden führen kein Wappen
| - Bertsdorf-Hörnitz - Groß Düben - Hohendubrau - Lawalde | - Oderwitz - Olbersdorf - Trebendorf | - Schleife - Schönbach - Weißkeißel |

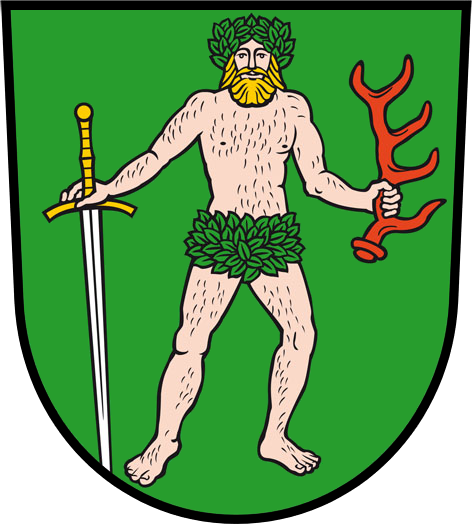
Stadt Bad Muskau (Details)
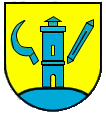
Gemeinde Beiersdorf
Stadt Bernstadt a. d. Eigen (Details)
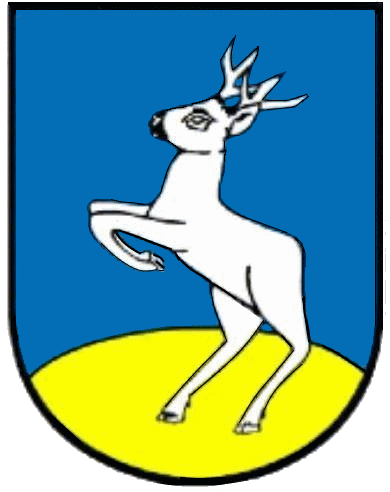
Gemeinde Boxberg/O.L. (Details)
Gemeinde Dürrhennersdorf
Stadt Ebersbach-Neugersdorf
Gemeinde Gablenz
Große Kreisstadt Görlitz (Details)
Gemeinde Großschönau (Details)
Gemeinde Großschweidnitz (Details)
Gemeinde Hähnichen
Gemeinde Hainewalde
Stadt Herrnhut
Gemeinde Horka
Gemeinde Jonsdorf
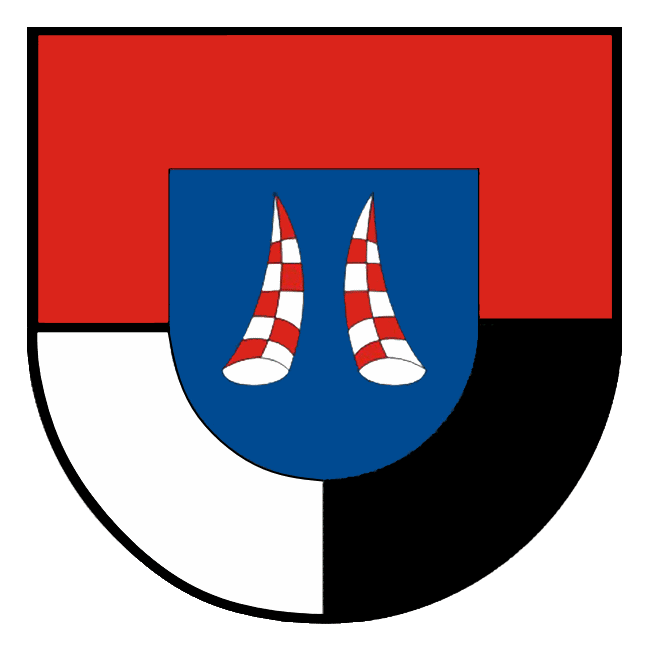
Gemeinde Kodersdorf
Gemeinde Königshain
Gemeinde Kottmar
Gemeinde Krauschwitz (Details)
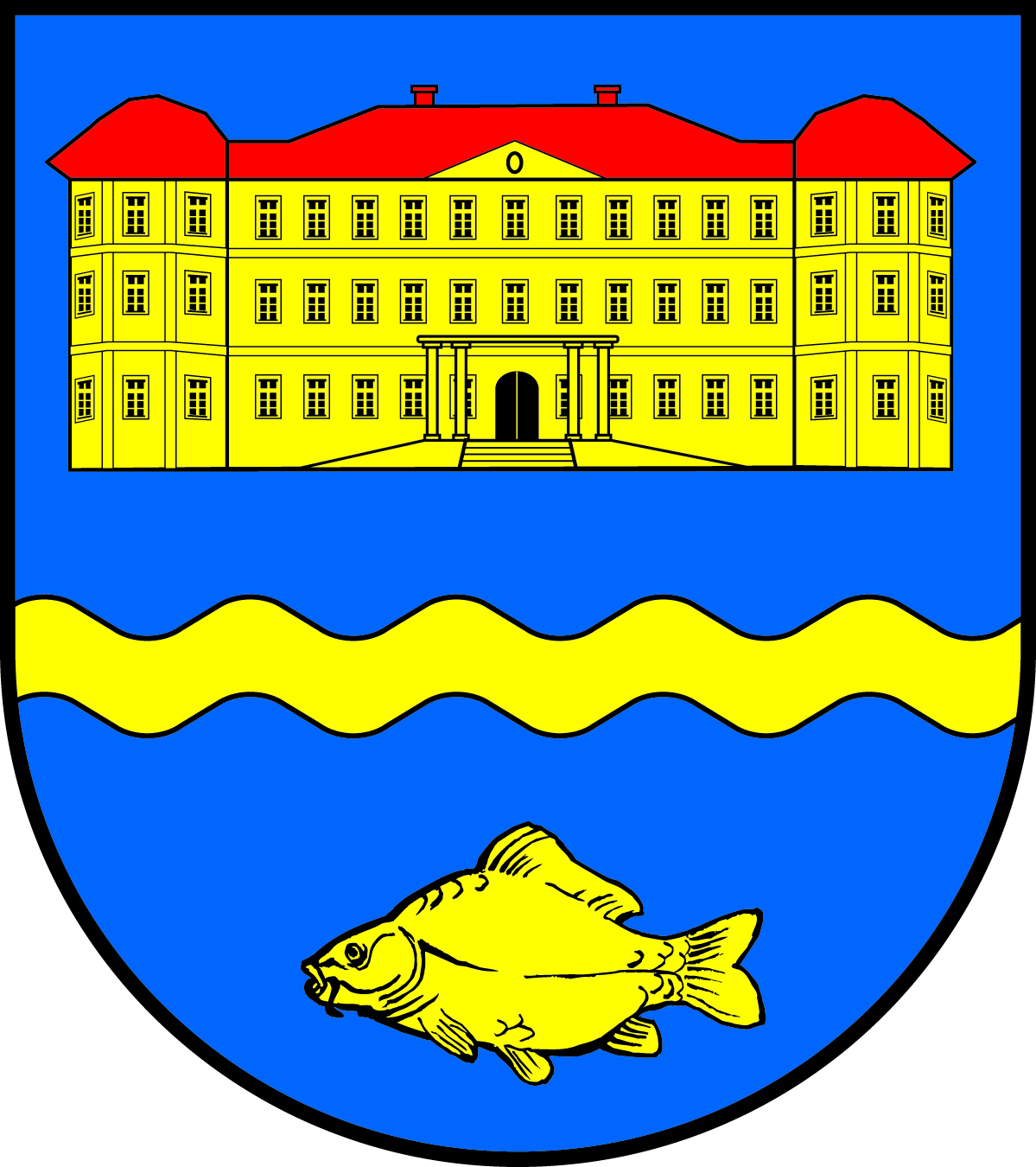
Gemeinde Kreba-Neudorf
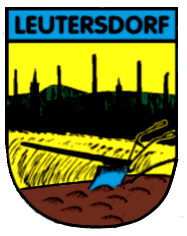
Gemeinde Leutersdorf
Große Kreisstadt Löbau
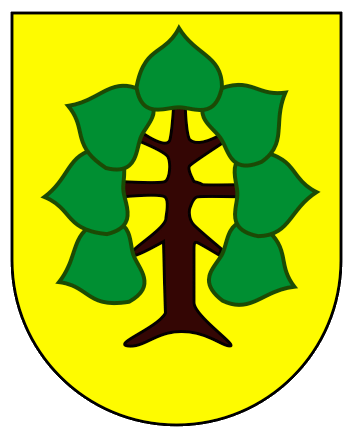
Gemeinde Markersdorf
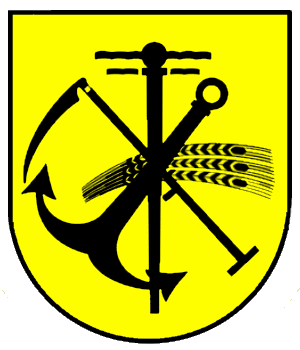
Gemeinde Mittelherwigsdorf
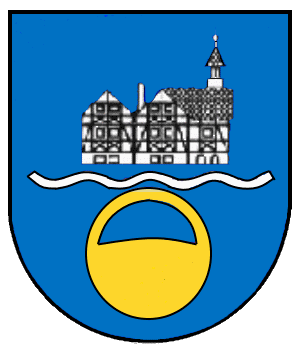
Gemeinde Mücka
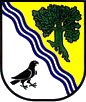
Gemeinde Neißeaue
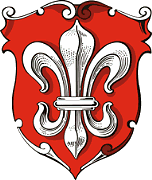
Stadt Neusalza-Spremberg (Details)
Große Kreisstadt Niesky (Details)
Gemeinde Oppach (Details)
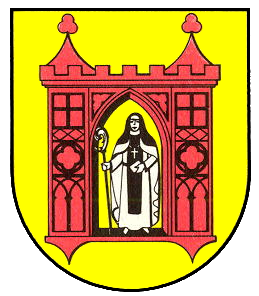
Stadt Ostritz (Details)
Gemeinde Oybin
Gemeinde Quitzdorf am See
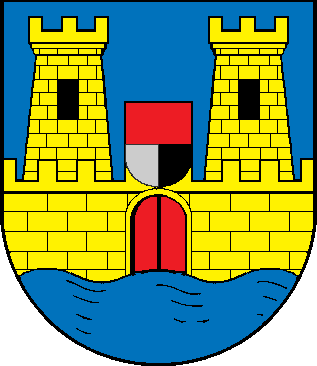
Stadt Reichenbach/O.L. (Details)
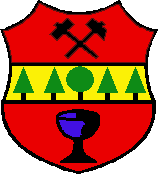
Gemeinde Rietschen
Gemeinde Rosenbach (Details)
Stadt Rothenburg/O.L.
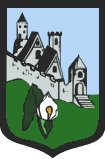
Gemeinde Schönau-Berzdorf auf dem Eigen
Gemeinde Schöpstal
Stadt Seifhennersdorf
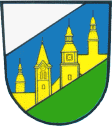
Gemeinde Vierkirchen
Gemeinde Waldhufen
Große Kreisstadt Weißwasser/Oberlausitz (Details)
Große Kreisstadt Zittau (Details)

## Wappen ehemals selbstständiger Gemeinden

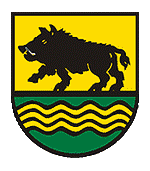
Stadtteil Ebersbach/Sa. (Details) der Stadt Ebersbach-Neugersdorf
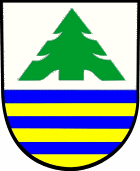
Ortsteil Eibau der Gemeinde Kottmar
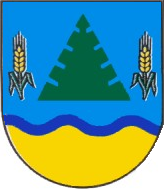
Ortsteil Friedersdorf der Stadt Neusalza-Spremberg
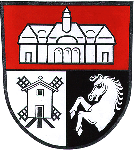
Ortsteil Großhennersdorf der Stadt Herrnhut
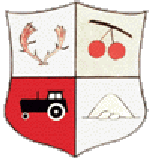
Ortsteil Groß Radisch der Gemeinde Hohendubrau
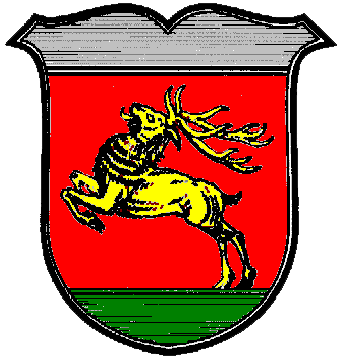
Ortsteil Hirschfelde der Stadt Zittau
Ortsteil Kottmarsdorf der Gemeinde Kottmar
Stadtteil Neugersdorf (Details) der Stadt Ebersbach-Neugersdorf
Ortsteil Obercunnersdorf der Gemeinde Kottmar
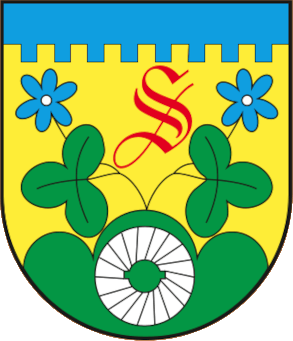
Sohland am Rotstein Stadt Reichenbach/O.L.
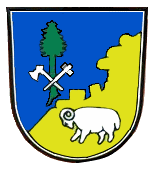
Ortsteil Thiemendorf (Waldhufen) der Gemeinde Waldhufen
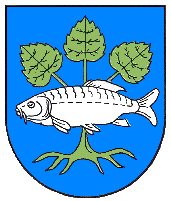
Ortsteil Uhyst der Gemeinde Boxberg/O.L.

## Wappen ehemaliger Landkreise

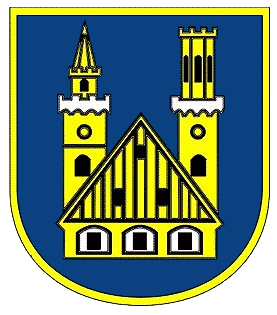
Wappen des Landkreises Löbau-Zittau (Details)
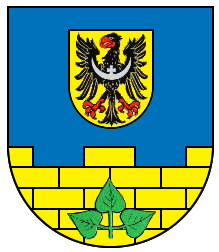
Wappen des Niederschlesischen Oberlausitzkreises (Details)
Wappen des Landkreises Weißwasser (1990–1994)